# Mendel Palace
Mendel Palace è un videogioco d'azione sviluppato da Game Freak e KID nel 1989 per NES. Pubblicato dalla Namco in Giappone con il titolo Quinty (クインティ?), è il primo videogioco creato da Satoshi Tajiri, l'ideatore della serie Pokémon.
Dal videogioco è stato tratto un manga disegnato da Ken Sugimori, che ha curato il design dei personaggi.

## Trama
Nella versione giapponese il protagonista, Carton, deve liberare la sua fidanzata, Jenny, dalle grinfie della sorella minore Quinty, aiutato dall'amico Parton. Nella localizzazione americana Carton e Parton diventano Bon-Bon e Non-Non e devono salvare la principessa Candy, intrappolata in un incubo.

## Modalità di gioco
Il gioco si svolge lungo 100 livelli che possono essere giocati in modalità singola o in co-op.